# Antonio Terenghi
Antonio Terenghi (* 31. Oktober 1921 in Alano di Piave, Provinz Belluno; † 26. Oktober 2014 in Mailand) war ein italienischer Comiczeichner.

## Leben und Werk
Terenghi begann seine Comickarriere als Letterer. Im Alter von 20 Jahren wurde er eingezogen und geriet in Nordafrika in britische Kriegsgefangenschaft. Gegen Ende des Zweiten Weltkriegs kehrte Terenghi nach Italien zurück und nahm seine Tätigkeit als Letterer wieder auf. Im Jahr 1951 wurde vom Verlagshaus Gaia Fantasie mit Poldo e Poldino sein erster Comic veröffentlicht. Im Jahr darauf begann Terenghi seine Zusammenarbeit mit dem Verlagshaus Universo. Für dieses zeichnete er die Comics Nuto l'Astuto, Ademaro il Corsaro, Nita la Svampita, Gastone il Pigrone und  Pedrito el Drito. Später arbeitete Terenghi auch mit den Verlagshäusern Dardo und Alpo zusammen. Dabei entstanden unter anderem die Comics Teddy Sberla,  Poldo e Poldino, Caribù, Mac Keron und Gionni e Geppina. Im Jahr 2002 schuf er den Comic Pianeta Niep.